# ペニッラ・ヴァールグレーン
ペニッラ・ヴァールグレン（Pernilla Wahlgren、本名：Pernilla Nina Elisabeth Wahlgren《ペニッラ・ニーナ・エリサベット・ヴァールグレン》。1967年12月24日 - ）は、ストックホルム郊外のグスタヴスベーリ出身のスウェーデンの歌手・女優・司会者。

## 歌手としてのキャリア

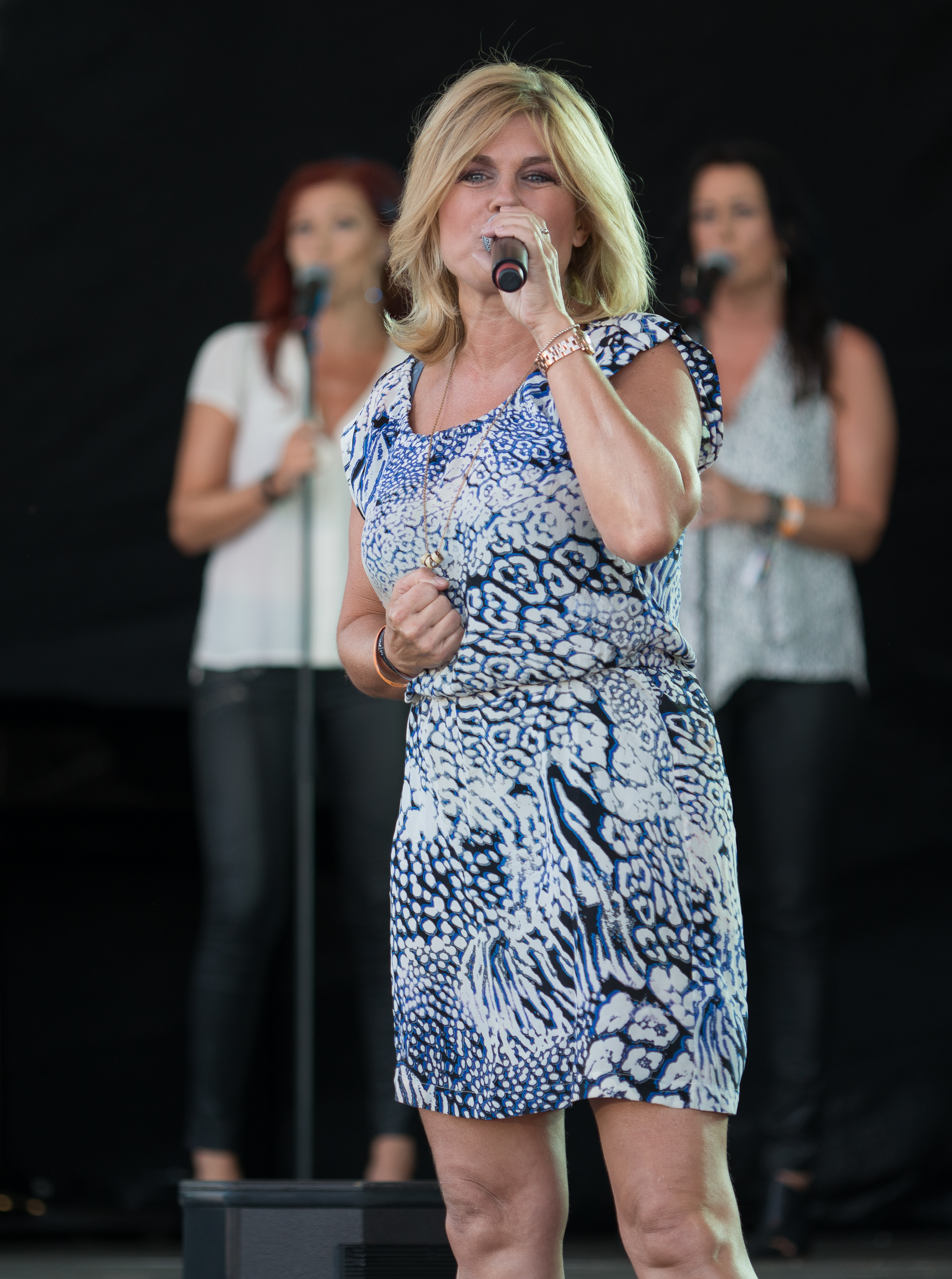
ストックホルムで開催されたプライド・パレードに出演（2014年7月31日）

- 1985年、17歳でユーロビジョンヨーテボリ大会のスウェーデン予選（メロディーフェスティバーレン）で彼女の代表曲"Piccadilly Circus"で出場したが、ベテランのキッキ・ダニエルソンに大敗し29点の4位に終わった。
- 1991年、ローマ大会予選に再挑戦。このとき、スウェーデンの大物歌手、レーナ・フィーリップソンが作詞・作曲した"Tvillingsjäl"で挑んだが、スウェーデン音楽の女王キャローラに大敗し、パフォーマンスが悪く、一次予選で敗退した。
- 2003年、スウェーデン人の歌手ヤン・ヨハンセンとのデュエット、"Let Your Spirit Fly"で出場。ヤンは1995年に"Se på mig"でスウェーデン予選を突破し、ヨーロッパ決勝では100点で3位に入賞という輝かしい成績を持っている。しかし、スウェーデン決勝では審査投票で3位、国民投票で3位、総合順位2位という結果になった。1位は イェスィカ・アンデションとマグヌス・ベックルンドで結成されたフェイムの"Give Me Your Love"で、ペニッラ&ヤン組と62点差で優勝し、リガでの本大会では5位になった。

## 家族
1993年、歌手のエミーリオ・イングロッソと結婚。きっかけは、1986年に二人がデュエットで歌ったこと。1989年に長男・オリヴァー、1994年に長女・ビアンカ、1997年に次男・ベンヤミンを出産、2男1女の子宝に恵まれたが、1996年に離婚。今は、親権などを争って裁判を起こしている。
2006年、ビアンカはジュニア・ユーロビジョン・ソング・コンテストスウェーデン決勝に、ベンヤミンはMGPノルディックのスウェーデン決勝にそれぞれ出場し、ビアンカは2位に終わったが、ベンヤミンは優勝。しかし、MGPノルディックでスウェーデン代表を決める投票で2位に落ちてしまった。今は、ヨアキム・レンホルムと住んでおり、2007年に三男・テオドアーを出産。

## 主な代表作
- Piccadilly Circus(1985)
- Paradise (エミーリオ・イングロッソとのデュエット) (1986)
- I Need Your Love (1987)
- Tvillingsjäl (1991)
- Let Your Spirit Fly (ヤン・ヨハンセンとのデュエット) (2003)
- Talking to an Angel (2005)